# Microlepia × adulterina
Microlepia × adulterina là một loài dương xỉ trong họ Dennstaedtiaceae. Loài này được W.H.Wagner mô tả khoa học đầu tiên năm 1999.